# Домінго Еліас
Домінго Еліас (ісп. Domingo Elías; 9 грудня 1805, Іка, — 3 грудня 1867, Ліма) — перуанський державний діяч, президент Перу в червні — серпні 1844 року.

## Біографія
В юності здійснив подорож до Європи, відвідав Мадрид і Париж, де закінчив свою освіту. Повернувшись в Перу, влаштувався в районі рідного міста Іка, зайнявся сільським господарством, обробляв бавовну і поліпшував виноградні культури. 1841 року разом зі своїм компаньйоном заснував коледж. За часів правління диктатора Віванко був призначений префектом Ліми. Очолив Перу в період гострої політичної нестабільності, фактично в країні йшла громадянська війна між різними політичними угрупованнями. На посту глави держави він пробув недовго, згодом обіймав різні посади в уряді Перу, балотувався на пост президента, але програв вибори. Намагався організувати повстання, але заколот був придушений, після чого Домінго Еліас змушений був вирушити у заслання. В чергове правління Рамона Кастільї був призначений міністром фінансів, а потім послом у Франції. Після повернення в країну в 1858 році знову спробував зайняти пост президента, але зазнав поразки на виборах і залишив політику, зайнявшись комерцією.
Помер в 1867 році в Лімі.